# Wandtapijt

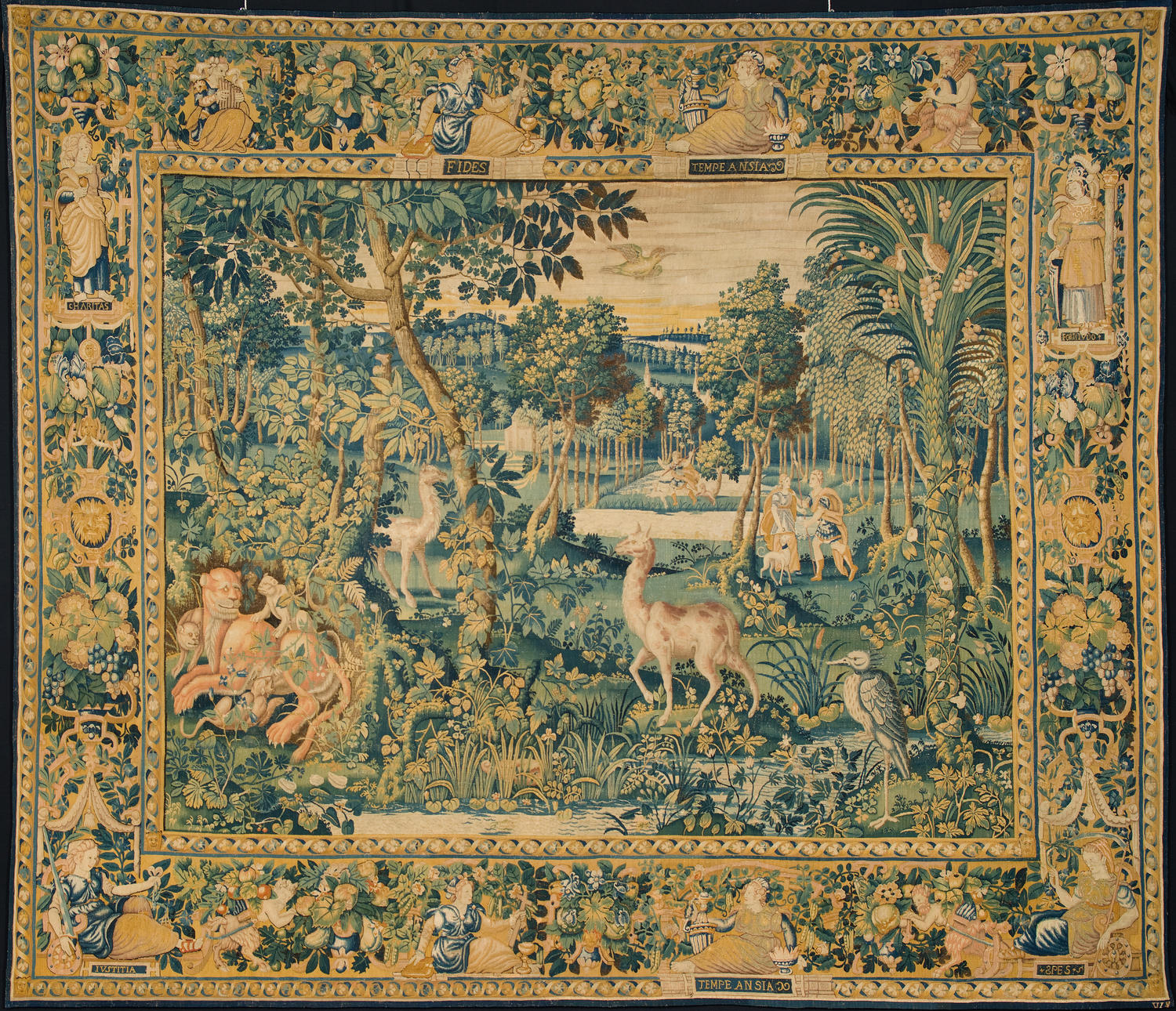
Anoniem Edings Atelier, Woudlandschap met Cephalus en Procris - Collectie Koning Boudewijnstichting

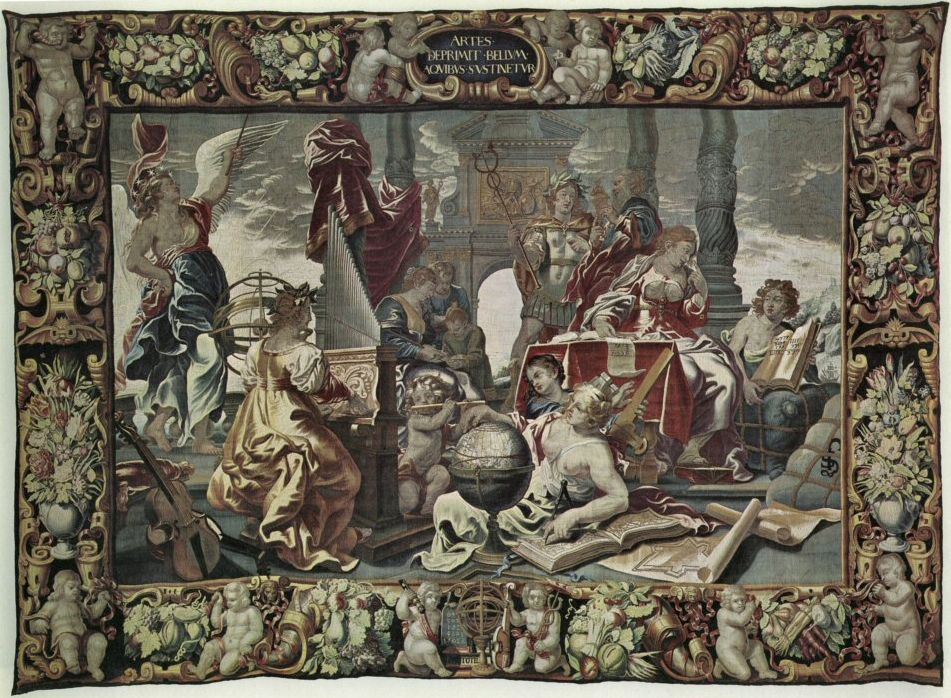
Wandtapijt uit Brugge uit een reeks, met de zeven vrije kunsten als onderwerp

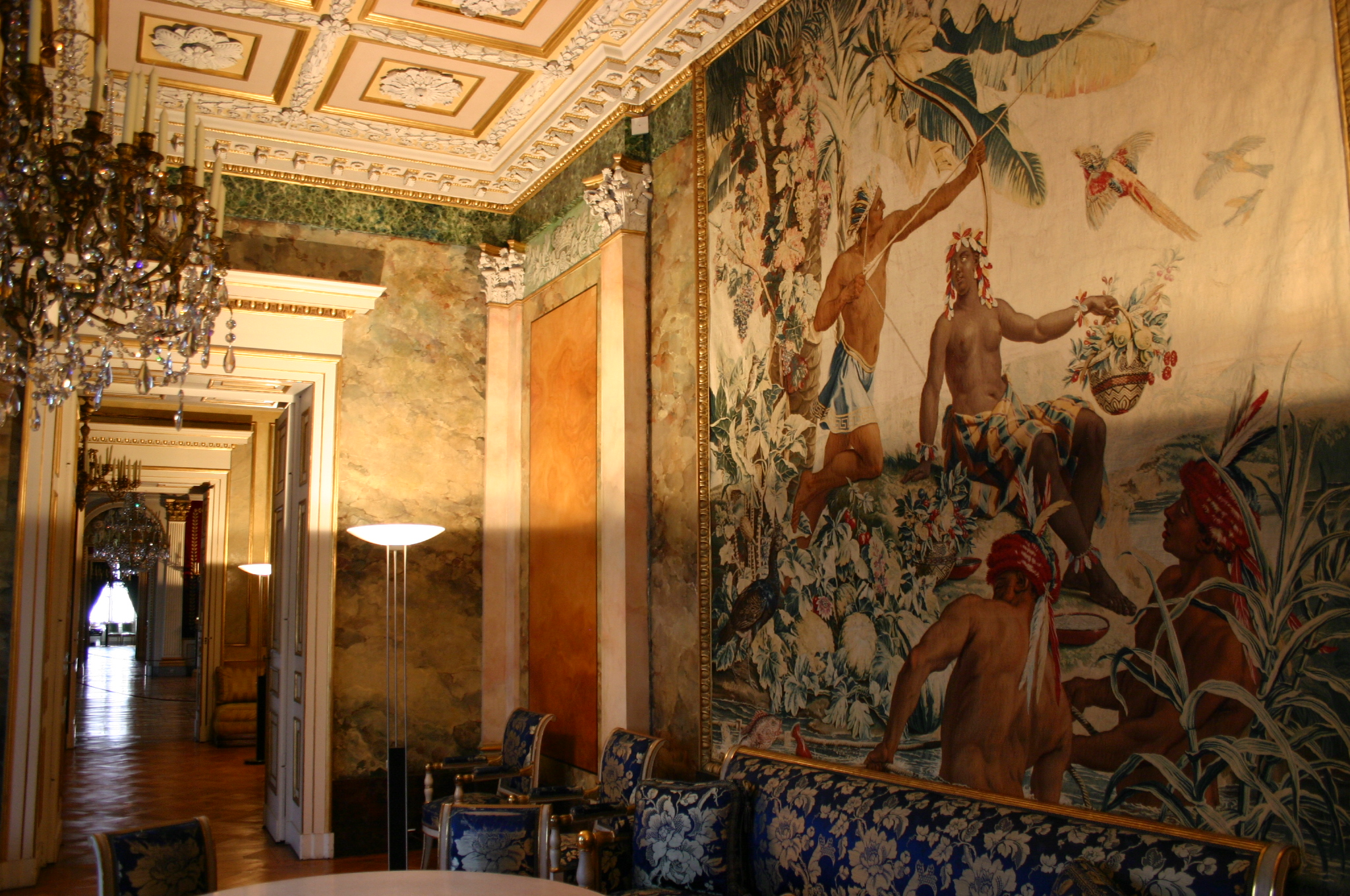
Wandtapijt naar schilderij van Albert Eckhout, slot Ehrenburg (Coburg)

Een wandtapijt is een met de hand geweven tapijt met ingeweven versiering of voorstelling. Een wandtapijt is altijd geweven in linnenbinding. De schering wordt geheel afgedekt door de inslag.

## Naamgeving
De termen wandtapijt, gobelin of aubusson worden door elkaar gebruikt, maar de laatste twee zijn niet correct. Deze namen zijn afgeleid van beroemde werkplaatsen waar wandtapijten werden gemaakt. De naam gobelin is ontleend aan het dorp Gobelins bij Parijs. In 1662 werd de daar al gevestigde werkplaats overgenomen door Colbert in opdracht van Lodewijk XV en werd bekend onder de naam Manufacture des Gobelins. De term aubusson verwijst naar de streek rond Aubusson en het nabijgelegen Felletin.

## Techniek

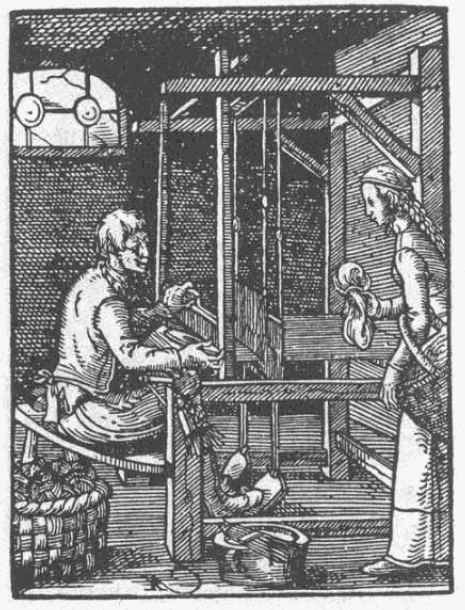
Afbeelding van wever en weefgetouw in 1568

Wandtapijten worden geweven op verticale (haute-lisse) of horizontale (bas-lisse) getouwen. Bij haute-lisse tapijten wordt het patroon in grote lijnen overgebracht op de schering. Het karton (ontwerp op ware grootte) wordt naast of achter de wever geplaatst ter referentie. De wever kan het karton rechtstreeks of via een spiegel zien. De betreffende draden worden met de vingers van een hand opgelicht, de andere hand steekt het klosje (bobijntje) met garen door de schering. Deze manier van weven werkt langzamer dan weven op een bas-lisse getouw, maar levert een hogere kwaliteit op. De tekening op het karton is gelijk aan de tekening op het tapijt.
Bij bas-lisse tapijten wordt de schering bediend door twee pedalen. De draden worden over de gehele breedte opgelicht, de wever kan met beide handen het klosje garen door de gewenste draden steken, waardoor er sneller gewerkt kan worden. Het karton wordt in dit geval onder de schering geplaatst. Er wordt vanaf de achterzijde van het weefsel gewerkt, waardoor het patroon gespiegeld wordt. Het werk kan alleen door een spiegeltje gecontroleerd worden.
Als de draden bij een wisseling van kleur om elkaar worden geslagen ontstaat een verdikking. Als dat niet wordt gedaan ontstaat een opening, die later wordt dichtgenaaid. De draden worden niet afgehecht; zij hangen los aan de achterzijde van het tapijt.
De schering is meestal van ongekleurde wol, mogelijk gemengd met een andere draad. De inslag is van gekleurde wol, wol met zijde, of wol met linnen. Volledig zijden inslag komt alleen voor bij kleine tapijten, zijden schering komt nooit voor, daarvoor is het materiaal te zwak. Bij zeer kostbare tapijten kan goud- of zilverdraad ingeweven worden.
Voor het verven van tapijten werden natuurlijke verfstoffen gebruikt, uit een groot aantal plantaardige en dierlijke stoffen geselecteerd. Deze kleurstoffen zijn niet lichtecht waardoor veel wandtapijten in de loop der tijd zijn verkleurd. Dat is vooral te zien bij bijvoorbeeld de bladeren van een boom, die van groen naar blauw verkleuren omdat de kleur geel het eerst verdwijnt.
Het weven van een oppervlak van een hand kost ongeveer een dag en het weven van een m² neemt ongeveer zes weken in beslag. Daardoor is de productie van nieuwe wandtapijten kostbaar en beperkt.

## Functie
Het wandtapijt kan meerdere functies hebben. Van oorsprong diende het ter isolatie van koude binnenmuren, daarna werd de decoratieve functie het belangrijkste en lang werd het, vanwege de grote kostbaarheid, gezien als investering. Het succes van het wandtapijt als decoratie is deels te verklaren door het mobiele karakter ervan. Vorsten en edellieden konden op vrij eenvoudige wijze een serie wandtapijten van hun ene residentie naar de andere meenemen. Aan het Bourgondische, Spaanse en Habsburgse hof stonden wandtapijten synoniem voor rijkdom, luxe, prestige en macht. Wandtapijten vormden meestal reeksen of caemers. Ze dienden om kastelen op te fleuren en tocht te weren. Wandtapijten die tuinen afbeelden, gaven op winterse dagen een aangename indruk. Daarnaast hebben wandtapijten ook een akoestisch effect. In kerken worden wandtapijten opgehangen voor speciale gelegenheden. Voor het bezoek van Maria de' Medici in 1638 huurde het Amsterdamse stadsbestuur enkele kostbare wandtapijten, ter versiering van de zalen, kamers en het toneel.

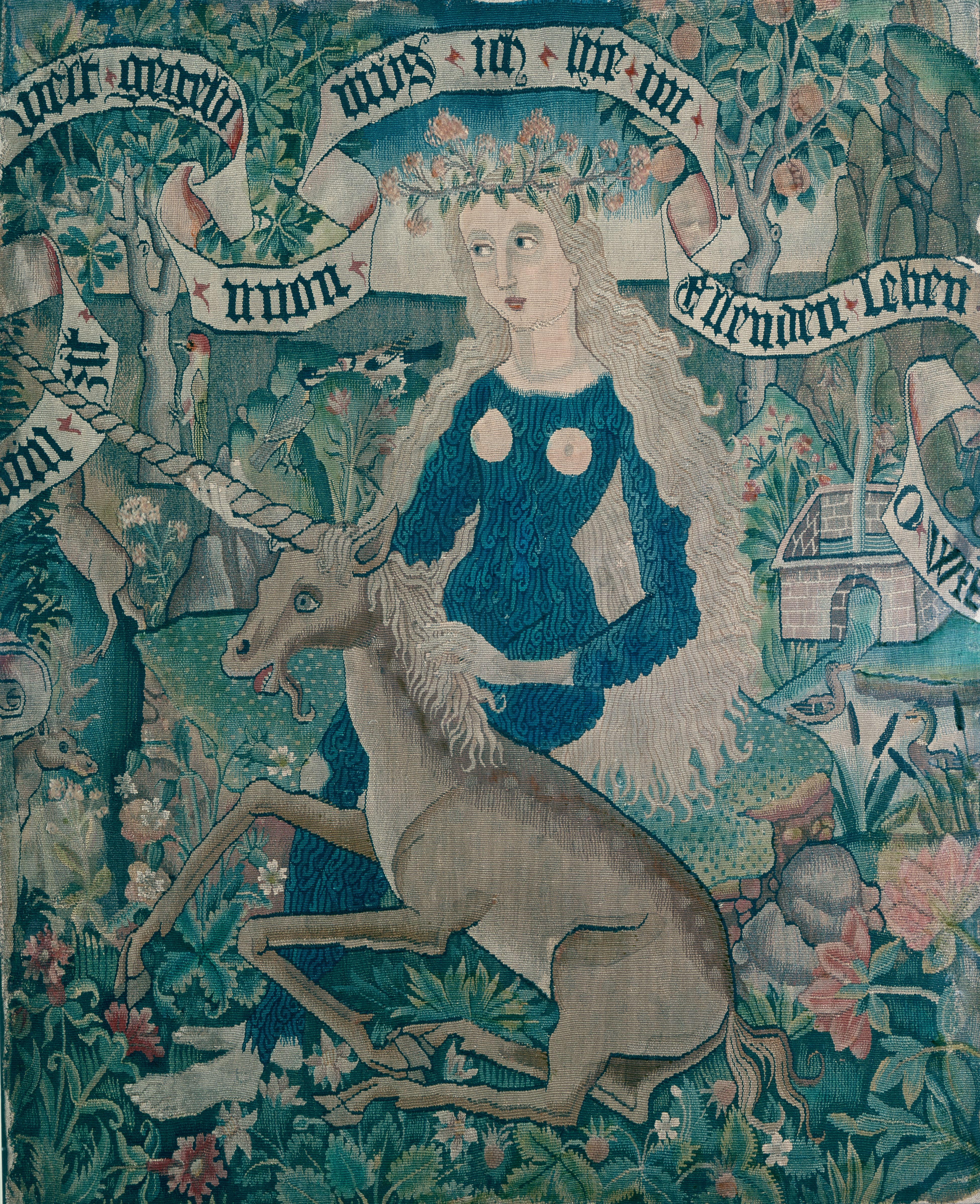
Wilde vrouw met eenhoorn: het symbool voor kuisheid (Bazel)

## Productie (artistiek en ambachtelijk)

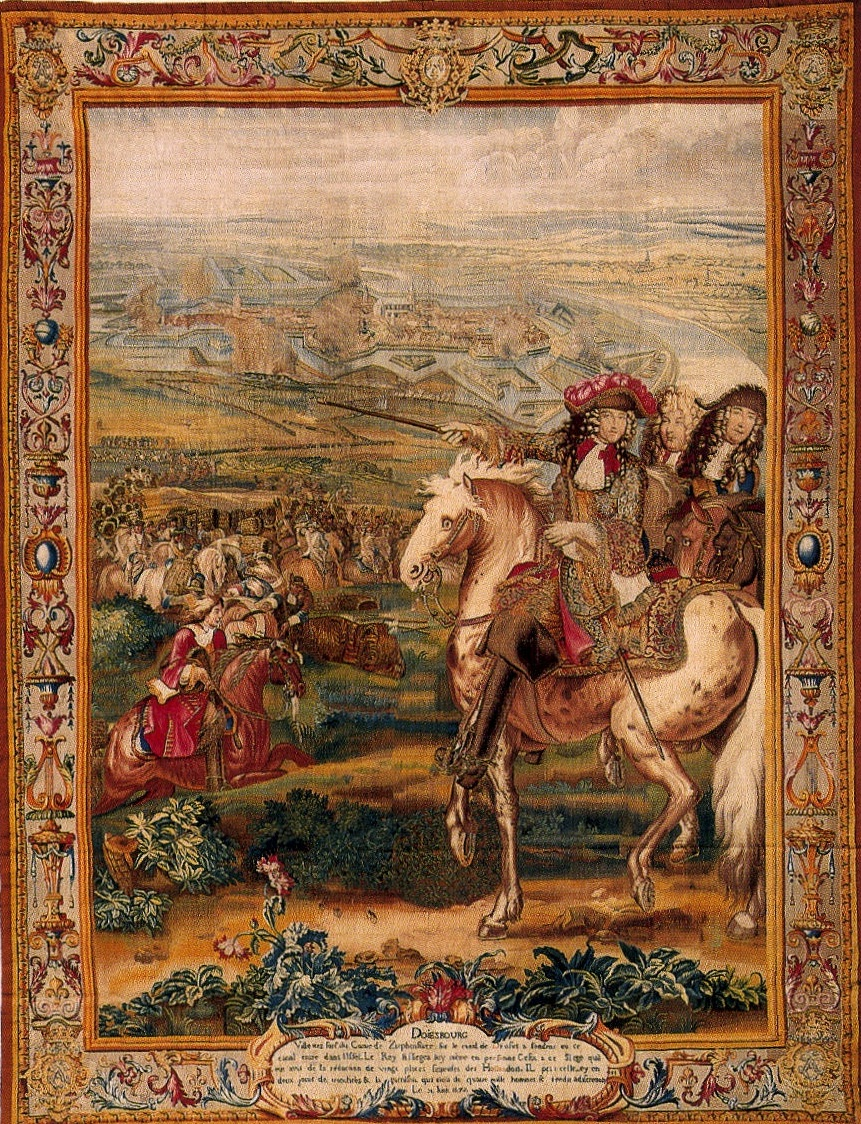
Frans wandtapijt met Lodewijk XIV

Wandtapijten hebben zowel een artistieke kant als een ambachtelijke. De wandtapijten werden geweven in weefateliers of manufacturen. Het ontwerp voor het artistieke product werd in de 16e en 17e eeuw regelmatig vervaardigd door een bekend kunstenaar. Zo hebben bijvoorbeeld Rafael, Pieter Coecke van Aelst, Bernard van Orley, Jan Cornelisz Vermeyen, Michiel Coxie, Hendrick Cornelisz. Vroom, Karel van Mander, Albert Eckhout, David Teniers III en Peter Paul Rubens vele kartons voor wandtapijten op hun naam staan. In veel gevallen kwam er nog een gespecialiseerde kartonschilder aan te pas die het ontwerp in spiegelbeeld afleverde.

## Iconografie
De iconografie van de meeste westerse wandtapijten gaat terug op een geschreven bron: Herodotus, de Bijbel, mirakelenboekjes en de Metamorfosen van Ovidius zijn populaire inspiratiebronnen. Naast religieuze en mythologische kunnen ook jacht- en oorlogstaferelen het onderwerp zijn van een wandtapijt. Veel vernieuwingen zijn beïnvloed door de ontwikkeling van fresco's in Italië.
Aan de boord van een wandtapijt kan men de ouderdom afleiden. De boord is namelijk aan de mode onderhevig. De boorden werden in de loop der tijd soms afgeknipt, als ze als ouderwets werden ervaren.

## Types
De term gobelin wordt vaak gebruikt voor 'wandtapijt' in het algemeen, maar duidt meer specifiek op een wandtapijt uit de Gobelin-manufactuur bij Parijs. De zogenaamde "pre-gobelins" zijn geproduceerd vanaf 1602 (of 1607) door de Vlaamse tapijtwevers Frans van der Planken en Marc Coomans, die de techniek van de lage schering in Frankrijk introduceerden.
Een verdure is een wandtapijt, meestal afkomstig uit Oudenaarde, het Land van Aalst, Geraardsbergen of Edingen waarvan de achtergrond en eventueel de decoratieve boord volledig gevuld is met decoratief loofwerk. Een speciaal type van verdure zijn de millefleurs-tapijten. Zoals de naam doet vermoeden, bestaat het loofwerk hier uit bloemen.

## Historische ontwikkeling

### Europa

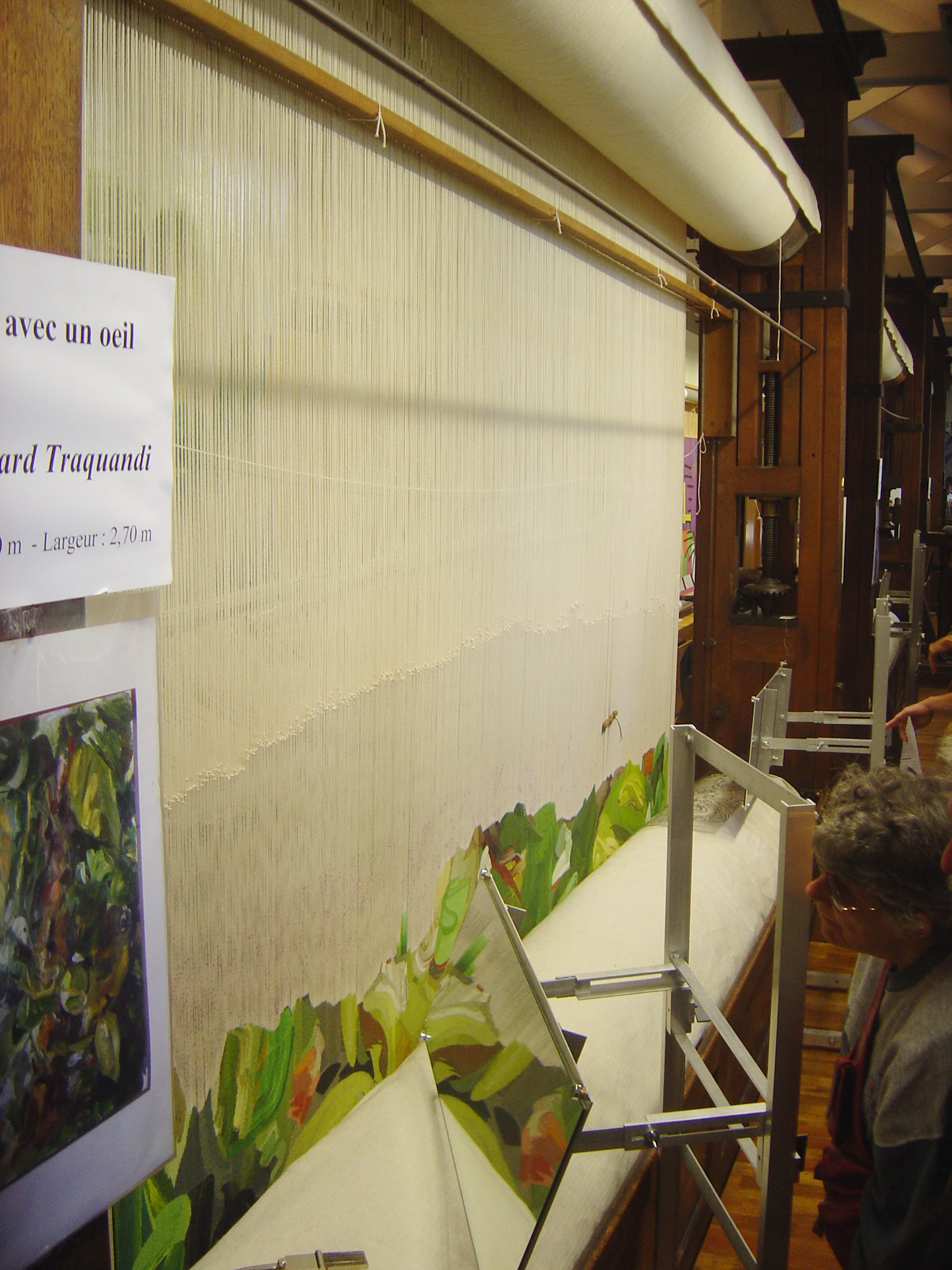
Weefgetouw met hoge schering en spiegel

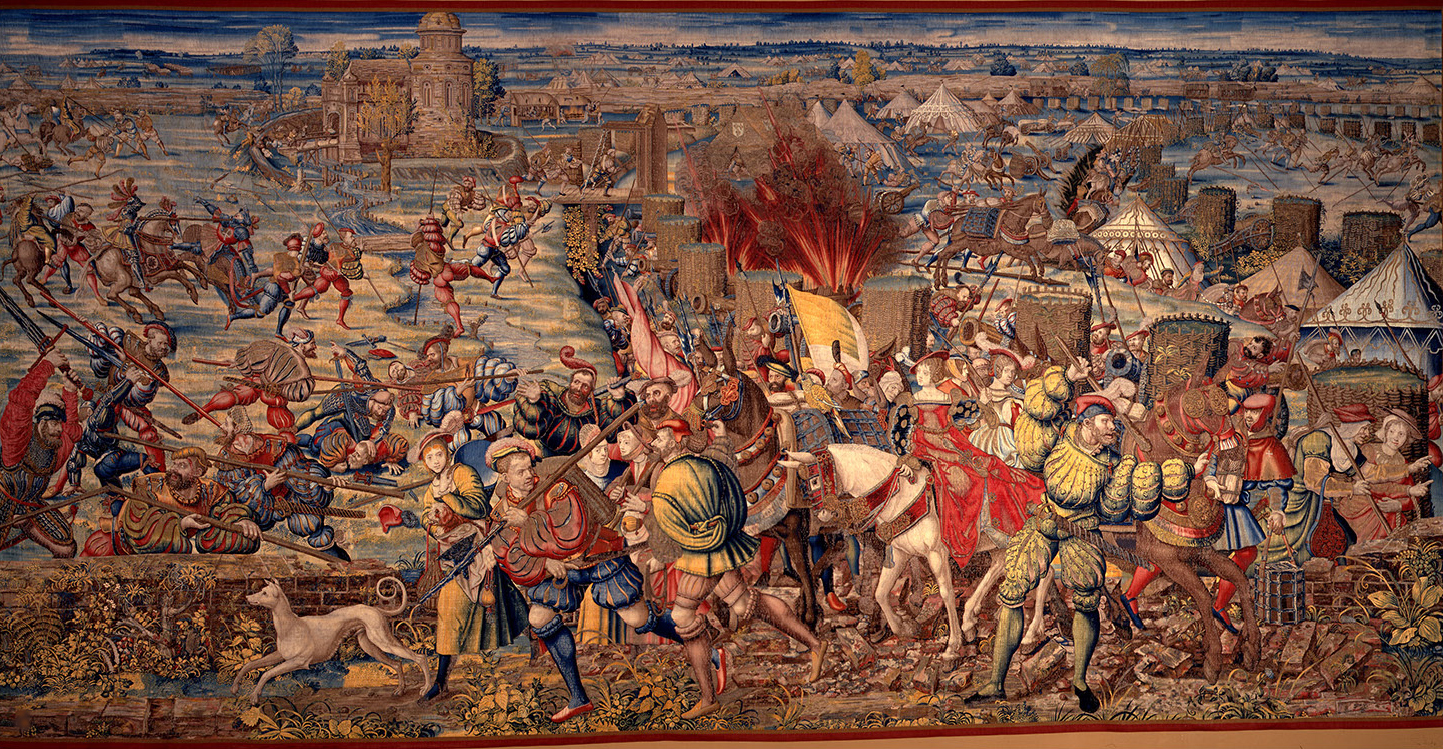
Een wandtapijt uit de reeks “De Slag bij Pavia”, met zicht op het kasteel van Mirabello en een gedeelte van het slagveld
Museo di Capodimonte, Napels
Bernard van Orley (circa 1491/1492-1542)

De oudste wandtapijten zijn noordelijke producties en dateren uit de 13e eeuw. De belangrijkste productiecentra waren toen Parijs, Doornik en Atrecht. De laatste twee centra kregen in de 15e eeuw heel wat opdrachten van de hertogen van Bourgondië. In de veertiende eeuw werden ook al wandtapijten gemaakt in Brugge, Oudenaarde, Geraardsbergen, Edingen en Gent. In de 16e eeuw werd Brussel het meest vermaarde productiecentrum. De Triomf van Cleopatra is hier een mooi voorbeeld van. Ook in Mechelen, Leuven, Rijsel en Antwerpen waren clusters gevestigd. Antwerpen ging zorgen voor de verspreiding over de rest van Europa. In Oudenaarde werkten meer dan 12.000 personen in deze industrietak; in Brussel circa een kwart van de bevolking, ongeveer 15.000 personen. De Zuidelijke Nederlanden waren het centrum van de Europese wandtapijtenproductie geworden. De katholieke vorsten Margaretha van Oostenrijk, Maria van Hongarije en keizer Karel V behoren tot de grootste verzamelaars van wandtapijten.

Keizer Karel V was een echte mecenas voor de wandtapijtenindustrie. Hij gaf ter gelegenheid van zijn kroning in Aken de opdracht voor de negen imposante wandtapijten ‘Los Honores’. Die stelden verschillende deugden voor, die een goed heerser moest in acht nemen. Keizer Karel was bijzonder gehecht aan die tapijten. Ze reisden overal met hem mee om hem te herinneren aan de kwaliteiten die van hem verlangd werden.

Aan het einde van de zestiende eeuw verschoof de aandacht naar Parijs, Aubusson en de Noordelijke Nederlanden: Delft, waar François Spierincx en Karel van Mander jr werkten, Gouda en Amsterdam werden belangrijke productiecentra. In Firenze en Parijs werden staatsmanufacturen opgericht. Vooral de Parijse gobelins werden een begrip. De Aubussontapijten waren dan weer gekend voor hun decoratieve stijl.
Door de opkomst van het goedkopere behang in de 18e eeuw kwam de wandtapijtindustrie in de problemen. Maria Theresia heeft nog geprobeerd de Brusselse tapijtindustrie overeind te houden door regelmatige aankopen, die zij dan als "relatiegeschenk" weggaf, maar aan het einde van de achttiende eeuw was er in de stad geen weverij meer over.

De rijke materialen zijn de reden waarom veel wandtapijten de Franse Revolutie niet overleefden. Ze werden vernield omdat men de zilver- en gouddraad recupereerde. Ook voor de weverijen waren de immense dure tapijten niet altijd een zegen. Sommige weefateliers gingen failliet omdat ze jaren werkten aan een reeks, waarvoor ze een ontoereikend voorschot kregen.

Door het aantrekken van beroemde kunstenaars, zoals Jean Cocteau, Raoul Dufy, Salvador Dali, Georges Braque, Alexander Calder en Pablo Picasso had de tapijtfabriek in Aubusson een opleving in de jaren 30 van de 20e eeuw. In de jaren 80 is de fabriek gesloten.

#### Oudenaarde
Oudenaardse wandtapijten waren gedurende meer dan vierhonderd jaar het voornaamste luxe-exportproduct van Oudenaarde en hadden een afzet over de hele wereld. De stad nam van de vijftiende tot de achttiende eeuw een belangrijk aandeel van de productie van verdures voor haar rekening. De grootste bloei was in de zestiende eeuw. De Oudenaardse wandtapijten zijn meestal getekend met een brilletje.
Een van de meest fameuze producties was "De werken van Hercules, Les travaux d'Hercule", maar het is omwille van de verdures dat Oudenaarde zijn populariteit kreeg. In 1668 werd Oudenaarde tijdelijk bij Frankrijk ingelijfd. De uit Oudenaarde afkomstige Alexander Baert stichtte eind 17e eeuw een tapijtweverij in Amsterdam en Gouda.

## Beroemde collecties

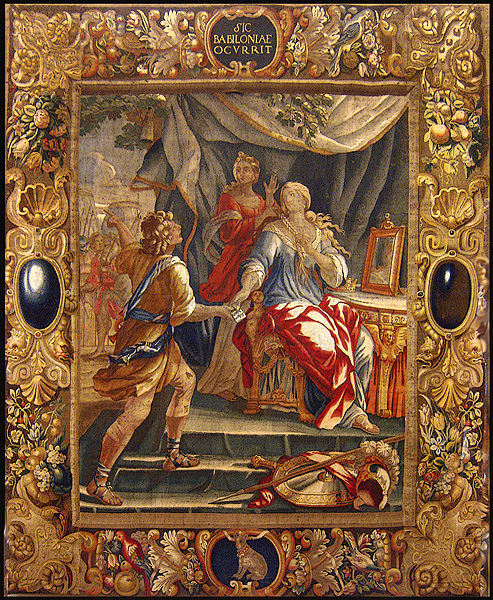
Semiramis. Ontwerp door Abraham van Diepenbeek

- De grootste collectie wandtapijten is in het bezit van de Spaanse Kroon. In deze Koninklijke Collectie bevinden zich ruim acht kilometer Vlaamse wandtapijten, met als voornaamste locaties Madrid (Palacio real, Pardopaleis, karmelietenklooster), het Escorial, Segovia (paleis van La Granja), Aranjuez en Zamora (de kathedraal).
- De 136 wandtapijten in de Wawelburcht te Krakow, aangekocht door Sigismund II van Polen.
- Het Metropolitan Museum of Art in New York
- Het Louvre in Parijs
- De Vaticaanse Musea
- Het Jubelparkmuseum in Brussel
- Wandtapijtenmuseum in het stadhuis van Oudenaarde
- Restauratieatelier Huis de Lalaing Oudenaarde
- Kastelen van de Loire: Chambord en Chenonceaux
- De Dom van Keulen en Kasteel Heeze (geweven naar Rubens)
- De collectie Vlaamse wandtapijten van het Gruuthusemuseum te Brugge

## Beroemde reeksen
- De zesdelige reeks La Dame à la Licorne, bewaard in het Hôtel de Cluny (Musée de Cluny), Parijs
- De reeks Handelingen der Apostelen, uitgevoerd door Pieter van Edingen naar kartons ontworpen door Rafaël, was bestemd voor de Sixtijnse Kapel en is nu in het bezit van het Vaticaan.
- De Jachten van Maximiliaan
- De Slag bij Pavia in het Museo di Capodimonte te Napels
- De Judaïsche Oorlogen in het Museo degli Arrazi van Marsala.
- De zesdelige serie Zeeslagen in het Zeeuws Museum te Middelburg.
- De Verlossing van de Mens, waarvan drie tapijten te zien zijn in Kasteel de Haar
- De twaalf Wandtapijten van Trivulzio, in het kasteel Sforzesco in Milaan